# Eliminatórias da Copa do Mundo FIFA de 1986 - Oceania
Listados abaixo estão as datas e jogos das fases eliminatórias da Zona da Oceania (OFC) da Copa do Mundo FIFA de 1986. Para mais detalhe das eliminatórias, veja o artigo Eliminatórias da Copa do Mundo FIFA de 1986.
Um total de 2 times da OFC entraram na competição. Além disso, Israel e Taipé Chinês também foram colocados na Zona da Oceania apesar de não serem membros da OFC. A Zona da Oceania teve direito a 0,5 vaga (de  24) na fase final da Copa do Mundo.
Os 4 times se enfrentaram em jogos de turno e returno. O vencedor do grupo avançou para o Play-off Intercontinental UEFA / OFC.

## Fase Final da OFC
| Posição | Time          | Pts | PJ | V | E | D | GP | GC | SG  |
| ------- | ------------- | --- | -- | - | - | - | -- | -- | --- |
| 1       | Austrália     | 10  | 6  | 4 | 2 | 0 | 20 | 2  | +18 |
| 2       | Israel        | 7   | 6  | 3 | 1 | 2 | 17 | 6  | +11 |
| 3       | Nova Zelândia | 7   | 6  | 3 | 1 | 2 | 13 | 7  | +6  |
| 4       | Taipé Chinesa | 0   | 6  | 0 | 0 | 6 | 1  | 36 | −35 |

Austrália avançou para o Play-off Intercontinental UEFA / OFC.
| 3 de setembro de 1985 | Taipé Chinês | 0 – 6 | Israel                                               |                  |
|                       |              |       | Turk 28', 35', 74' · Armeli 39' · Malmilian 53', 90' | Árbitro: Salomir |

| 8 de setembro de 1985 | Israel                                        | 5 – 0 | Taipé Chinês |               |
|                       | Ohana 5', 73', 79' · A. Cohen 7' · Armeli 18' |       |              | Árbitro: Igna |

| 21 de setembro de 1985 | Nova Zelândia | 0 – 0 | Austrália |                  |
|                        |               |       |           | Árbitro: Hackett |

| 5 de outubro de 1985 | Taipé Chinês     | 1 – 5 | Nova Zelândia                                |                    |
|                      | Sing An-Chen 41' |       | Edge 13' · Walker 25' · Sumner 31', 51', 89' | Árbitro: Bambridge |

| 8 de outubro de 1985 | Israel     | 1 – 2 | Austrália        |                  |
|                      | Armeli 65' |       | Kosmina 46', 49' | Árbitro: Agnolin |

| 12 de outubro de 1985 | Nova Zelândia                                           | 5 – 0 | Taipé Chinês |                   |
|                       | Boath 19' · G. Turner 32', 76' · Walker 57', 65' (pen.) |       |              | Árbitro: Campbell |

| 20 de outubro de 1985 | Austrália    | 1 – 1 | Israel       |                            |
|                       | Ratcliff 32' |       | A. Cohen 46' | Árbitro: Dos Santos & Jose |

| 23 de outubro de 1985 | Taipé Chinês | 0 – 7 | Austrália                                                                         |                   |
|                       |              |       | Dunn 2', 89' (pen.) · Cheun-Keun 13' (o.g.) · Mitchell 57', 59', 87' · Arnold 68' | Árbitro: Cameroon |

| 26 de outubro de 1985 | Nova Zelândia            | 3 – 1 | Israel |                 |
|                       | Dunford · Rufer · Walker |       | Armeli | Árbitro: Mulder |

| 27 de outubro de 1985 | Austrália                                                                   | 8 – 0 | Taipé Chinês |                |
|                       | Odzakov 41', 56', 69' · Crino 52' · Kosmina 65' (pen.), 72', 88' · Gray 89' |       |              | Árbitro: Munro |

| 3 de novembro de 1985 | Austrália                  | 2 – 0 | Nova Zelândia |                 |
|                       | Kosmina 12' · Mitchell 48' |       |               | Árbitro: Geurds |

| 10 de novembro de 1985 | Israel                       | 3 – 0 | Nova Zelândia |                |
|                        | Armeli · A. Cohen · Selector |       |               | Árbitro: Pauly |